# Niles Werkzeugmaschinen
Die Niles Werkzeugmaschinen GmbH ist ein Hersteller von Präzisionswerkzeugmaschinen in Berlin. Sie gehört seit 1997 zur Kapp-Gruppe Coburg. Produktionsstandort ist seit dem Jahr 2000 der Bezirk Marzahn-Hellersdorf, an der Grenze zu Berlin-Falkenberg.

## Produktionsprofil
Heute werden vor allem Profilschleifmaschinen zur Herstellung von zylindrischen Zahnrädern und Profilen bis sechs Metern Durchmesser erzeugt. Anwendungsbereiche sind Energietechnik, Schiff- und Luftfahrt, Walzwerk- und Bergbauausrüstungen sowie allgemeiner Maschinenbau.

## Geschichte

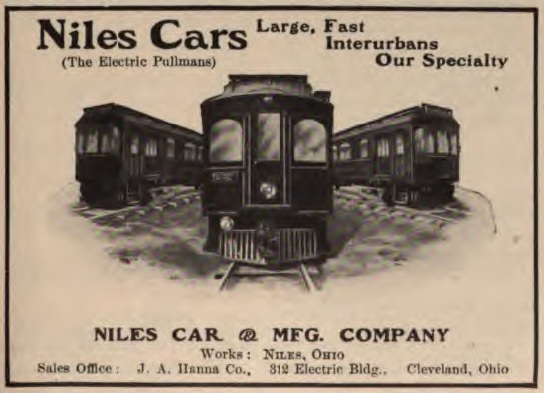
Niles Car & Manufacturing Company, 1908

1898 wurde die Deutsche Niles-Werke AG als Lizenznehmer des amerikanischen Werkzeugmaschinenherstellers Niles Tool Works Company, Hamilton (Ohio) gegründet. Der Vertrag lief auf zehn Jahre. Die Aktiengesellschaft wurde aus Vertretern großer deutscher Banken und Industrieunternehmen gebildet. Das Grundkapital betrug 6 Mio. Goldmark. Die erste Fabrik wurde nach amerikanischen Plänen in Oberschöneweide bei Berlin errichtet. 33.000 m² Fläche, eine eigene Gießerei, die nahe Anbindung an die Görlitzer Bahn und die Kaianlagen der Spree ermöglichten dem Werk eine günstige wirtschaftliche Position. Das Unternehmen stieg daher schnell zu den weltweit bedeutendsten Herstellern von Präzisionswerkzeugmaschinen auf.
Die Produktion in Schöneweide begann im Jahr 1901. Es wurden etwa 1000 Mitarbeiter beschäftigt. Es wurden u. a. Karussell-Drehbänke, Fräsmaschinen, Hobel- und Stoßmaschinen, Horizontal-Bohrmaschinen, später auch Pressluftwerkzeuge hergestellt.
Nach dem Auslaufen der Lizenzen im Jahr 1915 wurde die Maschinenfabrik Ober-Schöneweide AG (MOAG) gegründet.
1919 wurde die Richard Kahn GmbH Berlin gegründet, die die Mehrheit der MOAG-Aktien hielt.
Nach den allgemeinen wirtschaftlichen Schwierigkeiten wurde das Werk 1920 in Schöneweide an die AEG für 4,35 Mio. Mark verkauft. Die AG wurde in Deutsche Niles-Werke AG zurück benannt und nach Berlin-Weißensee verlegt. Dort wurde in der ehemaligen Kugellagerfabrik August Riebe GmbH eine neue Produktionsstrecke errichtet. In der Folge wurde die Produktion von Einzel- und Spezialanfertigungen auf Serienproduktion umgestellt.
1926 konnte sich die Firma von der Kahn-Gruppe trennen und wieder vollkommen auf eigenen Füßen stehen. Ingenieur Paul Uhlich entwickelte das neue Verfahren des Teilwälzschleifens – damit konnten völlig neue und bahnbrechende Maschinen bei einfachster Bedienung entwickelt werden, die in Zukunft untrennbar mit dem Namen Niles verbunden waren. 1934 ging dann die neue RS-(Rad-)Schleifmaschine in Serienfertigung.
1930 hatte das Unternehmen trotz der allgemeinen Wirtschaftskrise bereits 1500 Beschäftigte. Die öffentlichen Aufträge von Staat und Reichsbahn gingen zwar drastisch zurück, aber es konnten umfangreiche Aufträge der Sowjetunion akquiriert werden. Niles expandierte und erwarb neue oder fusionierte mit anderen Unternehmen. Das Produktionsprogramm wurde mit Blick auf die Deutsche Reichsbahn z. B. um Achsdrehmaschinen erweitert. Ebenfalls im Jahr 1930 wurde die Drehmaschinenfabrik Escher in Chemnitz übernommen.
Die Deutsche Reichsbahn erwarb später die Majorität des Niles-Aktienkapitals.
In der Zeit des Nationalsozialismus wurde auch Niles gleichgeschaltet, der Betrieb profitierte von der allgemeinen Auftragslage und der Rüstungsindustrie und wurde während des Zweiten Weltkrieges zu einem wichtigen Rüstungsbetrieb. Die AG wurde zur GmbH umgewandelt. Gegen Ende des Krieges waren die meisten Teile des Betriebes durch Luftangriffe zerstört. Laut dem American Jewish Committee beschäftigte das Unternehmen während des Nationalsozialismus Zwangsarbeiter.
Nach dem Zweiten Weltkrieg wurden die Niles-Werke in Weißensee 1945 unter sowjetische Zwangsverwaltung gestellt und sollten demontiert und gesprengt werden. Der Magistrat von Groß-Berlin setzte sich aber für die Reorganisation der Produktion ein. Ab 1947 begann die neue Produktion mit verändertem Profil.
1949 wurde der Betrieb zum VEB Deutsche Niles-Werke umgewandelt und die Kapitaleigner faktisch enteignet. Zu diesem Zeitpunkt waren noch 489 Arbeitskräfte einschließlich 51 Lehrlingen beschäftigt. Unter diesen katastrophalen Produktionsbedingungen konnte die Planauflage nicht annähernd erfüllt werden. Die Pressluftgeräte-Herstellung wurde 1950 ausgelagert zum VEB Niles Pressluftwerkzeuge in Berlin-Pankow.
1951 begann der 1. Fünf-Jahres-Plan und die Niles-Werke wurden dem VVB WMW (Vereinigung Volkseigener Betriebe Werkzeugmaschinen und Werkzeuge) Chemnitz angegliedert. Am 7. November 1952 wurde das Werk umbenannt zum VEB Großdrehmaschinenbau „7. Oktober“ Berlin. Die Produkte wurden aber weiterhin unter dem Warenzeichen Niles vermarktet. Der Chemnitzer Betriebsteil wurde umbenannt zum VEB Großdrehmaschinenbau „8. Mai“.

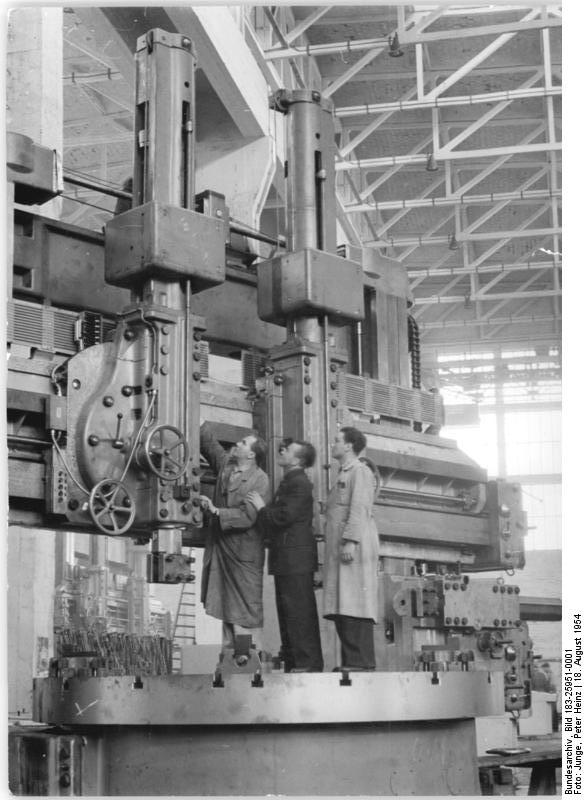
Niles Karusselldrehmaschine auf der Leipziger Messe 1954

Niles wurde in der Folge zum alleinigen Hersteller von Zahnflanken-Schleifmaschinen in der DDR und zum Hauptlieferant für die Staaten des RGW und hatte damit eine außerordentlich gute Marktposition. Im Jahr 1959 war die Nachfrage genau doppelt so hoch, wie die Produktionskapazität befriedigen konnte. Die Produktion von Einständer-Karussell-Drehmaschinen wurde allerdings 1962 eingestellt, weil der RGW-Wirtschaftsrat beschlossen hatte, diese Produktion der UdSSR zu überlassen.
1967 wurde Niles dem VEB Schleifmaschinenkombinat Berlin angegliedert und 1969 dem VEB Werkzeugmaschinenkombinat „7. Oktober“ Berlin zugeordnet, einem von vier Werkzeugmaschinenkombinaten in der DDR. Das Kombinat „7. Oktober“ beinhaltete u. a. die Firmen Berliner Werkzeugmaschinenfabrik (BWF) Berlin-Marzahn, das Schleifmaschinenwerk Karl-Marx-Stadt und Mikrosa Leipzig. Weißensee wurde Stammbetrieb und Sitz der Kombinatsleitung. Das Kombinat unterstand direkt dem Minister für Verarbeitungsmaschinen- und Fahrzeugbau. Niles wurde in der Folge bei den Investitionen, auch mit devisenabhängigen Maschinen, bevorzugt bedacht.
Im Jahre 1972 wurde die Produktion von Zweiständer-Karussell-Schleifmaschinen eingestellt.
In den späten 1980er Jahren ging die Nachfrage aus den RGW-Ländern zurück, wohl eine Folge der beginnenden Zerfallserscheinungen des RGW. Dagegen stieg der Absatz in westliche Länder kontinuierlich. 1989 hatte das Kombinat eine Gesamtmitarbeiterzahl von 22.924 Personen, davon in Weißensee 2.943 Mitarbeiter.
Die Auflösung des Kombinates „7. Oktober“ begann 1990 durch Aufspaltung in 24 GmbHs. 16 davon schlossen sich in der Holding Niles-Industrie GmbH zusammen. u. a. die Niles Werkzeugmaschinen GmbH, die Niles Pressluftwerkzeuge GmbH, die Werkzeugmaschinenfabriken in Magdeburg und Zerbst. Niles-Industrie GmbH war nun eine 100-%-Tochter der Treuhandanstalt des Bundes in Berlin. Der Chemnitzer Betriebsteil wurde als Unternehmen der Treuhandanstalt wieder zur Niles Drehmaschinen GmbH. Im zweiten Halbjahr war die Mitarbeiterzahl schon auf 1600 gesunken.
1992 wurde die Niles Drehmaschinen GmbH in Chemnitz mit Hilfe eines amerikanischen Investors zur Niles-Simmons Industrieanlagen GmbH.
Am 1. Januar 1993 übernahm die Fritz Werner Werkzeugmaschinen AG in Berlin-Marienfelde die Niles Werkzeugmaschinen GmbH in Berlin-Weißensee. 1994 hatte Niles 410 Beschäftigte. Aufgrund der allgemeinen wirtschaftlichen Flaute im Werkzeugmaschinenbau fusionierten die Niles und die Fritz-Werner-Werke 1995 zur Fritz Werner & Niles Werkzeugmaschinen AG. 1996 wurde dann der Konkursantrag gestellt. 1997 wurde Niles mit 80 Beschäftigten von dem Coburger Unternehmen Kapp GmbH übernommen. Kapp selbst stellt Verzahnungs- und Profilschleifmaschinen bis 500 mm Durchmesser her, so dass das Niles-Produktionsprogramm die Palette ergänzt.
Im Jahr 2000 wurde die Produktion in den Bezirk Marzahn-Hellersdorf, an der Grenze zu Berlin-Falkenberg, verlegt. Dort war eine der modernsten Fertigungsstätten für den Werkzeugmaschinenbau mit einem Investitionsvolumen im zweistelligen Millionenbereich errichtet worden.
Heute bieten die beiden Unternehmen weltweit die größte Palette an Schleifmaschinen zur Bearbeitung von Zahnrädern aller Art an. Außen- oder Innenverzahnungen höchster Qualität für Anwendungen in der Energietechnik, der Schiff- sowie Luftfahrt und des allgemeinen Maschinenbaus, z. B. für Walzwerks- oder Bergbauausrüstungen können damit geschliffen werden. Im Jahr 2013 hatte das Unternehmen 182 Beschäftigte bei einem Umsatz von rund 45 Millionen Euro.

## Trivia
In der DDR kamen, wie in vielen anderen volkseigenen Großbetrieben, bildende Künstler auf der Grundlage entsprechender Verträge zur künstlerischen Arbeit und zur Unterstützung kultureller Aktivitäten in das Werk, u. a. Werner Petrich und Hubert Schiefelbein.  